# Eschenberg (Winterthur)
Der Eschenberg ist ein bewaldeter Hügel in Winterthur im Kanton Zürich. Der Stadtwald von Winterthur ist ein Naherholungsgebiet.

## Geografie
Der Eschenberg liegt südlich des Winterthurer Stadtkerns. Auf der westlichen Seite wird er vom Stadtkreis Töss abgegrenzt und auf der östlichen Seite vom Kreis Seen. Das Waldgebiet selbst gehört je ungefähr zur Hälfte zu den Kreisen Stadt (Quartier Heiligberg) und Mattenbach (Quartier Deutweg). Ein kleinerer Teil im Osten gehört zum Stadtkreis Seen. Im Süden fällt der Eschenberg stark zum Fluss Töss ab, von dem er im Süden begrenzt wird. Der ca. 8,5 km² grosse Eschenberg hat ein relativ breites Gipfelplateau ohne grössere Unebenheiten, von ein paar kleineren Bachtobeln abgesehen. Wichtige Bäche, die zur Entwässerung des Waldes beitragen, sind unter anderem der Hintere Chrebsbach (Einzugsgebiet 1,68 km²) sowie der Steintobelbach (1,21 km²). Des Weiteren gibt es im Norden viele weitere kleine Bäche, die den Eschenberg auch Richtung Mattenbach entwässern.

## Geschichte
Die älteste menschliche Spur auf dem Eschenberg ist ein Grabhügel auf der Flur Ried, der vermutlich aus prähistorischer Zeit stammt; über eine weitere Besiedlung aus dieser Zeit ist nichts bekannt. Man vermutet, dass die grosse Waldlichtung auf dem Eschenberg bereits im 5. Jahrhundert von eingewanderten Alemannen besiedelt wurde. Spätestens 1246 ist der Hof Eschenberg an der Stelle des heutigen gleichnamigen Restaurants aktenkundig. Im 12./13. Jahrhundert gab es auf dem Eschenberg zwei Vorburgen der Grafen von Kyburg oberhalb der Töss, auf dem Langenberg und auf dem Gamser, von denen heute nichts mehr zu sehen ist.
Im Stadtrecht, das Winterthur 1264 von Rudolf I. von Habsburg bekam, wurde festgehalten, dass Winterthur den Wald «zum Nießbrauch … nach dem allgemeinen Rechte, so gewöhnlich Gemeinmerche heißt, gleichwie dies anerkanntermaßen von altersher gewesen ist» erhalte. Im lateinischen Original lautet der Satz so:

„Item Silva dicta Eschaberch eo jure communi quod volgo dicitur gimeinmerche, quemadmodum hactenus ab antiquo fuisse dinoscitur, in vsum ville cedet abhinc inantea memoratae.“

Damit wurde das Nutzungsrecht der Winterthurer Bürger am Wald schriftlich festgehalten. So durften sie zum Beispiel Brennholz aus dem Wald holen, was von grosser Bedeutung war. Zur Regelung der Nutzung des Stadtwalds kannte Winterthur bereits 1340 eine Holzordnung, die es verbot, ohne behördliche Erlaubnis Holz zu schlagen. Das Nutzungsrecht der Stadt wurde 1433 von Kaiser Sigismund nochmals bestätigt, jedoch ohne der Stadt den Besitz des Waldes zuzugestehen. Dass die Habsburger dabei der Stadt zwar das Nutzungsrecht gewährten, das Jagdrecht jedoch für sich einbehielten, sollte später noch mehrmals Anlass sein für Streitigkeiten mit der Stadt Zürich, denn diese beanspruchte das Jagdrecht. Später wurde es Winterthur zusammen mit Jagdgebieten auf dem Lindberg vertraglich zugesichert.
Auf das 13. Jahrhundert zurückdatiert wird das Bruderhaus, eine Franziskaner-Einsiedelei. 1426 wurde die Einsiedelei um eine Kapelle ergänzt, die 1786 wegen Baufälligkeit abgebrochen wurde. 1525 wurde die Einsiedelei wegen «ausgearteten Benehmens» (drei Jahre zuvor wurde einer der Brüder auf dem Scheiterhaufen verbrannt) im Zuge der Reformation aufgehoben und zum Altenheim umfunktioniert.
Zu dieser Zeit gab es auf dem Gebiet des Eschenberges mehrere Höfe, er war damals nicht so dicht bewaldet wie heute. So war das Gebiet zwischen der heutigen Lichtung Eschenberg und Sennhof durch Äcker miteinander verbunden, und das Leisen- und Häsental wurden landwirtschaftlich genutzt. Von 1520 bis 1752 kaufte die Stadt gezielt Höfe im Eschenberg auf, sodass die Stadt ab 1725 im Besitz des kompletten Eschenbergs war. Die zuvor erworbenen Höfe im Eschenberg wurden mit Ausnahme des Hofes Eschenberg, der verkleinert wurde, im Zeitraum von 1830 bis 1850 alle aufgeforstet. Von 1838 bis 1850 eroberte sich der Wald auf dem Eschenberg dadurch 140 Hektaren zurück. Diese Aufforstung geschah nicht nur aus Liebe zum Wald: Aus Dokumenten zu dieser Zeit geht hervor, dass das Holz aus dem Eschenberg seit langer Zeit knapp war und die Nutzung dementsprechend reguliert werden musste.
1875 wurden im Gebiet Vogelsang rund 20 Hektaren Wald abgerodet, um dem wachsenden Winterthur mehr Bauland zu verschaffen, ursprünglich waren sogar 42 Hektaren geplant gewesen. Als Ersatz für die gerodeten Gebiete wurden kleine Bauernhöfe auf dem Kümberg ob Turbenthal aufgekauft und aufgeforstet, wobei dieses Waldgebiet als vierter Winterthurer Stadtwald bis heute im Besitz der Stadt ist. Dies war möglich, da es zu dieser Zeit noch kein eidgenössisches Forstgesetz gab und das Zürcher Gesetz solche Rodungen mit entsprechendem Ersatz erlaubte. Die Aufforstung des Kümbergs wäre jedoch nicht nötig gewesen, da die Stadt durch die aufgehobenen Höfe bereits das Siebenfache des Gebiets aufgeforstet hatte.
Im 19. Jahrhundert wurde der Wald zunehmend als Naherholungsgebiet genutzt: 1838 wurde im Bruderhaus eine Wirtschaft eröffnet, 1849 beim Eschenberg. 1889 wurde der Eschenbergturm errichtet, und 1890 kam der Wildpark Bruderhaus hinzu.

## Naherholungsgebiet
Der Wald mit seinem ausgeprägten Wanderwegnetz ist heute ein Ausflugsziel nicht nur für die Winterthurer Bevölkerung. Heute existieren im ausgedehnten Wald noch zwei Lichtungen. Auf der grösseren Lichtung stehen der Bauernhof und das Restaurant Eschenberg sowie die 1979 eröffnete Sternwarte Eschenberg. Sie ist bei schönem Wetter jeweils an Mittwochabenden und auch bei besonderen Himmels-Ereignissen für das breite Publikum geöffnet, bietet aber auf Voranmeldung hin auch die Möglichkeit für einen exklusiven Besuch an anderen Wochenabenden. Das Observatorium dient seit 1998 auch der Erforschung von kosmischen Kleinkörpern und hat sich besonders mit der Vermessung von neu entdeckten Erdnahen Objekten sogar international einen Namen gemacht.
In der zweiten Lichtung liegt der Wildpark Bruderhaus mit Restaurant. Der Wildpark wird in den Sommermonaten von der Buslinie 12 von Stadtbus Winterthur erschlossen, die jeweils am Mittwochnachmittag und an den Wochenenden verkehrt. Während dieser Zeit gelten für den Individualverkehr Zufahrtsbeschränkungen zum Bruderhaus.
Mitten im Wald, auf der höchsten Stelle des Berges auf 597 m ü. M. (156 Meter über der Winterthurer Altstadt), steht der 31,5 Meter hohe Eschenbergturm.

## Sport
Der Eschenberg wird als Orientierungslaufgebiet genutzt. Während der Orientierungslauf-Weltmeisterschaften 2003 wurden im Eschenberg die Langdistanz-Wettkämpfe der Damen und Herren ausgetragen.
Auf der Lichtung Eschenberg wird jährlich die Eschenbergschwinget vom Schwingklub Winterthur ausgetragen. Die erste Schwinget dieser Art fand bereits 1903 statt und wurde mit wenigen Gastspielen an anderen Orten, vor allem auf dem Sporrer in Wülflingen, regelmässig auf dem Eschenberg ausgetragen. Seit 1932 (mit Ausnahme von 1945) findet der Schwingtag ohne Unterbruch auf dem Eschenberg statt.